# Museu do Vinho Lungarotti
O Museo del vino Lungarotti (MUVIT) é um museu italiano privado especializado, cuja sede é  em Torgiano, no centro de uma reconhecida zona vinícola,  situada entre Perugia e Assis e conhecida pelo seu Tinto DOC e DOCG.

## História
Fundado em 1974 e com sede no edifício do século XVII, de nome Graziani-Baglioni, nos espaços um tempo destinados à armazenagem de mantimentos agrícolas, é considerado um dos mais importantes museus do setor na Itália. 

A idealização e a realização do Museo del Vino são  de Maria Grazia Marchetti, historiadora da arte, esposa de Giorgio Lungarotti, um dos patriarcas da enologia italiana, fundador da  Vinícola Lungarotti.
É administrado, juntamente com o Museo dell'olivo e dell'olio, pela Fondazione Lungarotti, instituto que se interessa pela valorização da cultura agrícola italiana, através de atividades de pesquisa, exposições, convênios, iniciativas editoriais .

## Organização
Em 20 salas estão expostos mais de 2.800 artefatos de arqueologia, cerâmica, gráfica, editoria antiquária e outras artes menores que documentam a centralidade do vinho na cultura mediterrânea: sua cultura,  sua história, sua relação com a alimentação, com a farmácia, e, inclusive  com a mitologia,  a partir do III milênio a.C. até os nossos dias.
O material fica dividido em áreas temáticas. A visita começa com uma exposição panorâmica sobre as origens medievais da viticultura e sobre a sua expansão na Bacia Mediterrânea (sala I). Estão presentes, portanto, várias peças arqueológicas que vão da Idade do bronze à Antiguidade. 
Nas salas sucessivas (de II a VIII) ilustram-se as técnicas vitivinículas em voga na Umbria. O ciclo anual dos vinhedos e as técnicas tradicionais de cultivo estão documentados por uma notável série de instrumentos e ferramentas de trabalho. Também é muito rica a parte que ilustra as ocasiões e os lugares para se beber. No subsolo do edifício encontra-se uma grande sala dedicada à produção de vinho, que contém grandes prensas, destiladores, um caldeirão, um engarrafador, vasos de barro. Uma saleta (VI) ilustra as várias fases de preparação do “Vin Santo”, vinho liquoroso, que na Umbria acompanha, por tradição, as festas do calendário familiar. Segue a sala (VII), na qual se recorda os velhos ofícios ligados à viticultura (tanoeiros, cordoeiros, cesteiros, ferreiros, etc.), com uma grande coleção de instrumentos. 
Após uma sala dedicada à regulagem do tempo de colheita, do uso e do comércio do vinho (VIII), passa-se a dois locais dedicados, especificamente, ao artesanato e à viticultura em Torgiano (IX-X). 
Nas salas que seguem (XI-XV) a atenção concentra-se em uma vasta coleção de antigos recipientes em cerâmica destinados ao vinho, provenientes das mais famosas áreas de produção italianas. A classificação temática subdivide as cerâmicas expostas em três setores: “o vinho como alimento” (medidas, garrafas, etc.), “o vinho como medicamento” (cântaros, moringas, unguentários de farmácia, pilões, vasos farmacêuticos), “o vinho e o mito” (ornamentos com representações figurativas, entre os quais obras de Mastro Giorgio Andreoli, plásticos, entre os quais o famoso busto de Baco atribuído a Girolamo Della Robbia, decorações simbólicas, ligadas, em boa parte, à personalidade enigmática de Dioniso/Baco. 
Em uma sala sucessiva (XVI) é possível admirar uma importante coleção de ferros para fazer “cialde”, biscoitos finíssimos, que costumavam acompanhar a oferta de Vin Santo .
Segue uma rica coleção de gravuras e de desenhos de tema dionisíaco (XVII), composta por aproximandamente 600 obras entre as quais se encontram gravuras de Mantegna, Carracci, Guttuso e Picasso. Após uma sala dedicada aos ex libris no assunto (XVIII), a visita termina com a exposição de edições raras de narrativa e tratados sobre o vinho e de almanaques (XIX).

## Reconhecimentos
Em 1992 o Museu recebeu em Paris, durante o III Salon International des Musées, o “Prix de l'Excellence Regionale”.